# Max von Gallwitz
Max Karl Wilhelm von Gallwitz (2 de mayo de 1852 en Breslau, reino de Prusia - 18 de abril de 1937, reino de Italia) fue un general alemán que luchó en los frentes oriental y occidental de la Primera Guerra Mundial.

## Biografía
Gallwitz creció en una familia católica en Breslau. En 1891, se casó con Friedrike. Tuvieron una hija y un hijo, Werner, que sería teniente general en la Segunda Guerra Mundial. 
Gallwitz comenzó la guerra como comandante en el Frente Occidental, pero pronto fue trasladado al Octavo Ejército Alemán de Paul von Hindenburg en el este. En 1915, tomó el mando del Armee-Gruppe Gallwitz, después denominado Duodécimo Ejército y participó en la ofensiva de Galitzia junto con August von Mackensen, que mandaba el Undécimo Ejército.
A finales de 1915 sucedió a Mackensen como comandante de este ejército, que dirigió en la campaña de Rumanía. En 1916 Gallwitz regresó al Frente Occidental donde trató de contener la ofensiva británica en la Batalla del Somme. Tomó el mando sobre el Segundo Ejército y sobre el Heeresgruppe Gallwitz-Somme controlando el 1.º y 2.º Ejércitos. De 1916 a 1918 comandó el Quinto Ejército, también en el oeste, luchando esta vez principalmente contra los estadounidenses en la Batalla de Saint-Mihiel.
Tras su retiro, Gallwitz fue diputado del Partido Nacional del Pueblo Alemán en el Reichstag, entre 1920 y 1924. Murió en 1937.
| Predecesor: Nueva formación       | Comandante del Cuerpo de Guardias de Reserva 2 de agosto de 1914 - 9 de febrero de 1915 | Sucesor: Elevado a Armee-Gruppe Gallwitz |
| Predecesor: Elevado de rango      | Comandante del Armee-Gruppe Gallwitz 9 de febrero - 7 de agosto de 1915                 | Sucesor: Elevado a 12.º Ejército         |
| Predecesor: Elevado de rango      | Comandante del 12.º Ejército 7 de agosto - 22 de septiembre de 1915                     | Sucesor: Max von Fabeck                  |
| Predecesor: August von Mackensen  | Comandante del 11.º Ejército 23 de septiembre de 1915 - 16 de abril de 1916             | Sucesor: Arnold von Winckler             |
| Predecesor: Fritz von Below       | Comandante del 2.º Ejército 19 de julio - 17 de diciembre de 1916                       | Sucesor: Georg von der Marwitz           |
| Predecesor: Georg von der Marwitz | Comandante del 5.º Ejército 17 de diciembre de 1916 - 27 de septiembre de 1918          | Sucesor: Ewald von Lochow                |
| Predecesor: Nueva formación       | Comandante del Grupo de Ejércitos Gallwitz 1 de febrero - 11 de noviembre de 1918       | Sucesor: Disuelto                        |